# Orič
Pour les articles homonymes, voir Oric.
Orič (en italien : Villa Orizzi) est une localité de Croatie située en Istrie, dans la municipalité de Pićan, dans le comitat d'Istrie. En 2001, la localité comptait 149 habitants.

## Démographie
| 1948 | 1953 | 1961 | 1971 | 1981 | 1991 | 2001 |
| ---- | ---- | ---- | ---- | ---- | ---- | ---- |
| 308  | 300  | 264  | 222  | 206  | 187  | 149  |